# Субуктуйское сельское поселение
Се́льское поселе́ние «Субуктуйское» (бур. Һубагтайн hомон) — муниципальное образование в Кяхтинском районе Бурятии Российской Федерации.
Административный центр — улус Субуктуй.

## История
Статус и границы сельского поселения установлены Законом Республики Бурятия от 31 декабря 2004 года № 985-III «Об установлении границ, образовании и наделении статусом муниципальных образований в Республике Бурятия».

## Население
| 2011 | 2012 | 2013 | 2014 | 2015 | 2016 | 2017 |
| ---- | ---- | ---- | ---- | ---- | ---- | ---- |
| 415  | ↘403 | ↗410 | ↘402 | ↗422 | ↘406 | ↘389 |
| 2018 | 2019 | 2020 | 2021 | 2023 | 2024 |      |
| ↘386 | ↘378 | ↘348 | ↗410 | ↗423 | ↘411 |      |

## Состав сельского поселения
| № | Населённый пункт | Тип населённого пункта       | Население |
| - | ---------------- | ---------------------------- | --------- |
| 1 | Калинишна        | село                         | ↘163      |
| 2 | Субуктуй         | улус, административный центр | ↗255      |